# Смарт-картка

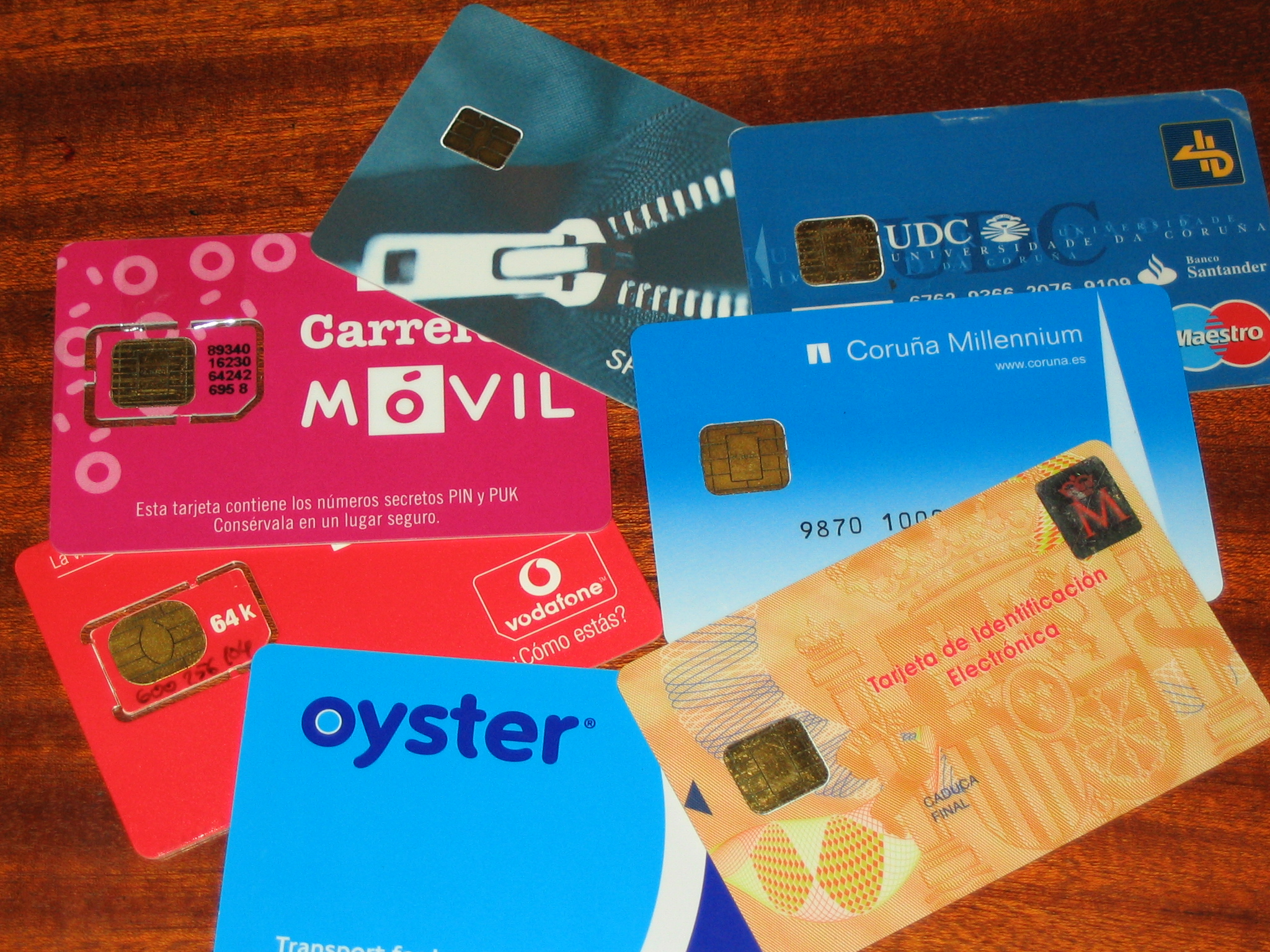
Смарт-картки

Смарт-ка́ртка (англ. smart card) — пластикова картка, що містить інтегральну схему, яка забезпечує певний рівень програмованості та невеликий обсяг пам'яті.
Смарт-картки використовуються для ідентифікації,  автентифікації, авторизації користувачів, зберігання ключової інформації і проведення криптографічних операцій в довіреному середовищі. Смарт-картки знаходять все ширше застосування: від систем накопичувальних знижок до банківських платіжних карток, студентських квитків, SIM-карток і проїзних квитків, наприклад, на метро, а також для кодування таких відомостей, як, наприклад, історія хвороби.

## Зчитувачі для контактних смарт-карток
Незважаючи на назву (Пристрій для читання смарт-карток)—  більшість кінцевих пристроїв, або пристроїв сполучення (IFD, Interface Device), здатні як читати, так і записувати, якщо це дозволяють можливості смарт-картки і прав доступу. Пристрої для читання смарт-карток можуть під'єднуватись до комп'ютера за допомогою: 
- послідовного порту;
- слота PCMCIA;
- послідовної шини USB.

Пристрої читання смарт-карток можуть бути інтегровані(вбудовані) в клавіатуру. Деякі виробники випускають інші види апаратних пристроїв, що є інтеграцією контактної смарт-картки з пристроєм читання. За властивостями пам'яті і обчислювальним можливостям вони повністю аналогічні смарт-карткам.

## Використання інтелектуальних пристроїв при автентифікації(самовизначенні) з відкритимключем
Смарт-картки, токени і інші інтелектуальні пристрої можуть підвищити надійність служб PKI. Смарт-картка може використовуватися для безпечного зберігання закритих ключів користувача, а також для безпечного виконання криптографічних перетворень. Інтелектуальні пристрої аутентифікації не забезпечують абсолютний захист, але їх захист набагато перевершує можливості пересічного настільного комп'ютера. Зберігати і використовувати закритий ключ можна по-різному, і різні розробники використовують різні підходи. Найпростіший з них — використання інтелектуального пристрою як дискети: при необхідності картка експортує закритий ключ, і криптографічні операції здійснюються на робочій станції. Цей підхід є не найдосконалішим з погляду безпеки, зате відносно легко реалізовується і пред'являє невисокі вимоги до інтелектуального пристрою.
Два інших підходи безпечніші, оскільки припускають виконання інтелектуальним пристроєм криптографічних операцій. При першому користувач генерує ключі на робочій станції і зберігає їх в пам'яті пристрою. 
При другому користувач генерує ключі за допомогою пристрою. 
У обох випадках, після того, як закритий ключ збережений, його не можна визначити , або отримати у будь-який інший спосіб.

## Генерування ключових пар

### Генерування ключа поза пристроєм.
В цьому випадку користувач може зробити резервну копію закритого ключа. Якщо пристрій вийде з ладу, буде втрачений, пошкоджений або знищений, користувач зможе зберегти свій закритий ключ на новій картці. Це необхідно, якщо користувачеві потрібно розшифрувати які-небудь дані, повідомлення, і т. д., зашифровані за допомогою відповідного відкритого ключа, але це короткочасні проблеми в забезпеченні аутентифікації. Крім того, при цьому закритий ключ користувача піддається ризику бути викраденим.

### Генерування ключа за допомогою пристрою.
В цьому випадку закритий ключ не з'являється у відкритому вигляді, і немає ризику, що зловмисник вкраде його резервну копію. Єдиний спосіб використання закритого ключа — це володіння інтелектуальним пристроєм. Будучи найбільш безпечним, це рішення висуває високі вимоги до можливостей інтелектуального пристрою: воно повинне генерувати ключі і здійснювати криптографічні перетворення. Це рішення також припускає, що закритий ключ не може бути відновлений у разі виходу пристрою з ладу, і тому подібне. Про це необхідно турбуватися при використанні закритого ключа для шифрування, але не там, де він використовується для аутентифікації або в інших службах, де використовується цифровий підпис.

## Виробники смарт-карток
- Sagem Orga - світовий виробник смарт-карток
- Spekl - виробник смарт-карток безконтактної дії
- Cardlogix - світовий виробник смарт-карток